# ウォルター・ヴァン・ベイレンドンク
ウォルター・ヴァン・ベイレンドンク（Walter Van Beirendonck、1957年4月4日 - ）は、ベルギーのファッションデザイナー。「W.&.L.T.」「aestheticterrorists」の元デザイナー。現在は「Walter Van Beirendonck」のデザイナー兼、アントウェルペン王立芸術学院教授。

## 経歴
ベルギーのブレヒト出身であるウォルターは、画家を目指してアントウェルペン王立芸術学院に入学するが、学校で行われたファッションショーに魅了されファッションデザイナーを志すようになる。
1986年、ロンドン・コレクションにアントウェルペン王立芸術学院出身の仲間5人と共に出展し、絶大な評価を受け「アントウェルペンの6人」と呼ばれ話題になる。
1993年、ウォルターの感性に目をつけた企業のオファーによりブランド「W.&.L.T.（ウォルト）」をスタート。W.&.L.T.は、「Wild And Lethal Trash」の略。PUKPUK（パクパク）という愛称のキャラクターなどを使ったカラフルな洋服を生み出し、W.&.L.T.は商業的に大成功を収める。
1997年にはU2のPopMart Tourの衣装デザインも手がけている。
しかし、常に新しいことを考え、実験的なファッションを発表するウォルターに企業側が「商業的に失敗するのではないか」という不信感を抱き、W.&.L.Tにおけるウォルターの権限が次第に減っていった。
これに嫌気のさしたウォルターは、2000年春夏を最後にW.&.L.T.のデザイナーを降任。裁判も起こすが敗れ、ウォルターはW.&.L.T.のブランド名を使用できなくなる。その後もW.&.L.T.というブランドは続いているが、ウォルターの一切関わっていないW.&.L.T.は次第にファッション界から姿を見せなくなっていき、現在ではほとんど行方がわからなくなっている。
2001年、ウォルターはブランド「aestheticterrorists（エステティックテロリスト）」をスタート。
現在は自身の名前「Walter Van Beirendonck」をブランド名とし、パリ・コレクションで活躍中。2006年春夏コレクションまではプレゼンテーション式で発表をしているが、2006-07年の秋冬コレクションよりランウェイでのコレクションに復帰するとのこと。
指導者としても実績を残しており、ウォルターの元でウィム・ニールス、ラフ・シモンズ、ベルンハルト・ウィルヘルム、瀬尾英樹が研修、アシスタント等を経験。またアントウェルペン王立芸術アカデミーでは講師として活躍している。

## 公式サイト
- Walter Van Beirendonck's official website